# آرون کلنسی
آرون کلنسی (انگلیسی: Aroon Clansey؛ زادهٔ ۱۲ فوریهٔ ۱۹۸۶) بازیکن فوتبال اهل نیوزیلند است.
از باشگاه‌هایی که در آن بازی کرده‌است می‌توان به باشگاه فوتبال زنان لیورپول اشاره کرد.
وی همچنین در تیم ملی فوتبال زنان نیوزیلند بازی کرده‌است.